# 狭叶艾纳香
狭叶艾纳香（学名：Blumea tenuifolia）是菊科艾纳香属的植物。生长于海拔900米至1,900米的地区，多生长在山谷空旷湿润地。特徵：粗壯、直立高大的亞灌木，株高可達2.5 m以上，莖中空，中部分枝。葉草質，線形，下部葉長25~35cm，葉淺鋸齒緣，上表面被疏毛，下表面被氈毛。頭花腋生及頂生，呈金字塔形的圓錐狀排列。心花黃色。狹葉艾納香是遲至1999年才發表的新種 菊科植物，初時被視為是特有種且數量稀少，屬於特稀有植物，曾引起廣泛討論。本種僅見於 北部、東部低海拔山區及 蘭嶼，呈點狀分布。

### 分布
中国大陆的云南、菲律宾、呂宋以北、巴丹群島、台灣北部、台灣東部低海拔山區、台北坪林山區( 附近農戶有拿來當野菜種植 )、蘭嶼。